# Melolonthidae
Famille
Les Melolonthidae sont une famille d'insectes de l'ordre des coléoptères.
Contrairement à l'avis de Faunaeur et GBIF, cette famille est maintenant généralement incluse dans la famille des Scarabaeidae en tant que sous-famille : les Melolonthinae,,,,,,,.

## Liste des sous-familles présentes en Europe
- Chasmatopterinae
- Melolonthinae
- Pachydeminae
- Sericinae